# Central Cheetahs
Die Central Cheetahs (dt. die Geparden; in Verbindung mit dem Hauptsponsor auch als Toyota Cheetahs bezeichnet) sind eine Rugby-Union-Mannschaft aus der südafrikanischen Stadt Bloemfontein. Sie spielen in der internationalen Pro14-Liga. Die Heimspiele werden im Free-State-Stadion ausgetragen.

## Geschichte
Bevor Südafrika das Franchise-Modell aus Australien und Neuseeland übernahm, mussten sich die Mannschaften noch im Currie Cup für die Super 12 qualifizieren. Den Free State Cheetahs gelang dies 1997, die Spielzeit wurde mit dem siebten Platz abgeschlossen. 
Im April 2005 gab der südafrikanische Verband bekannt, dass die Central Cheetahs das fünfte Team des Landes in der auf 14 Mannschaften erweiterten Meisterschaft sein werden. Das erste offizielle Spiel bestritten sie am 10. Februar 2006, als sie am ersten Spieltag der Super 14 gegen die Bulls mit 18:30 verloren. Eine Woche später gelang der erste Sieg mit 27:26 gegen die Sharks. Am Ende der Saison blieb ihnen der 10. Platz. In der Saison 2007 reichte es zum 11. Rang.

## Bekannte ehemalige Spieler
- Jannie du Plessis
- Os du Randt
- Marius Joubert
- Ollie le Roux
- CJ van der Linde

## Platzierungen

### Super 12
(als Free State Cheetahs)
| Jahr | Spiele | Siege | Unent. | Ndlg. | Spiel- punkte | Diff. | Bonus- punkte | Tabellen- punkte | Platz | Playoffs |
| ---- | ------ | ----- | ------ | ----- | ------------- | ----- | ------------- | ---------------- | ----- | -------- |
| 1997 | 11     | 5     | 0      | 6     | 301:327       | −26   | 5             | 25               | 7.    |          |

### Super 14
| Jahr | Spiele | Siege | Unent. | Ndlg. | Spiel- punkte | Diff. | Bonus- punkte | Tabellen- punkte | Platz | Playoffs |
| ---- | ------ | ----- | ------ | ----- | ------------- | ----- | ------------- | ---------------- | ----- | -------- |
| 2006 | 13     | 5     | 0      | 8     | 272:367       | −95   | 7             | 27               | 10.   |          |
| 2007 | 13     | 4     | 1      | 8     | 265:342       | −77   | 4             | 22               | 11.   |          |
| 2008 | 13     | 1     | 0      | 12    | 255:428       | −173  | 9             | 13               | 13.   |          |
| 2009 | 13     | 2     | 0      | 11    | 213:341       | −128  | 5             | 13               | 14.   |          |
| 2010 | 13     | 5     | 1      | 7     | 315:393       | −78   | 4             | 26               | 11.   |          |

### Super Rugby
| Jahr | Spiele | Siege | Unent. | Ndlg. | Spiel- punkte | Diff. | Bonus- punkte | Tabellen- punkte | Platz | Playoffs                              |
| ---- | ------ | ----- | ------ | ----- | ------------- | ----- | ------------- | ---------------- | ----- | ------------------------------------- |
| 2011 | 16     | 5     | 0      | 11    | 435:437       | −2    | 12            | 40               | 11.   |                                       |
| 2012 | 16     | 5     | 0      | 11    | 391:458       | −67   | 10            | 38               | 10.   |                                       |
| 2013 | 16     | 10    | 0      | 6     | 382:358       | +24   | 6             | 54               | 6.    | Viertelfinalniederlage gegen Brumbies |
| 2014 | 16     | 4     | 1      | 11    | 372:527       | −155  | 6             | 24               | 14.   |                                       |